# رزماری پرینز
رُزماری پرینز (انگلیسی: Rosemary Prinz؛ زادهٔ ۴ ژانویهٔ ۱۹۳۱) بازیگر اهل ایالات متحده آمریکا است.
از فیلم‌ها یا مجموعه‌های تلویزیونی که وی در آن‌ها نقش داشته‌است، می‌توان به چگونه در زندگی مشترک جان سالم به‌در ببریم اشاره نمود.